# Zeekr 009
La Zeekr 009 è un'autovettura elettrica prodotta dalla casa automobilistica cinese Zeekr a partire dal 2023.

## Debutto e contesto

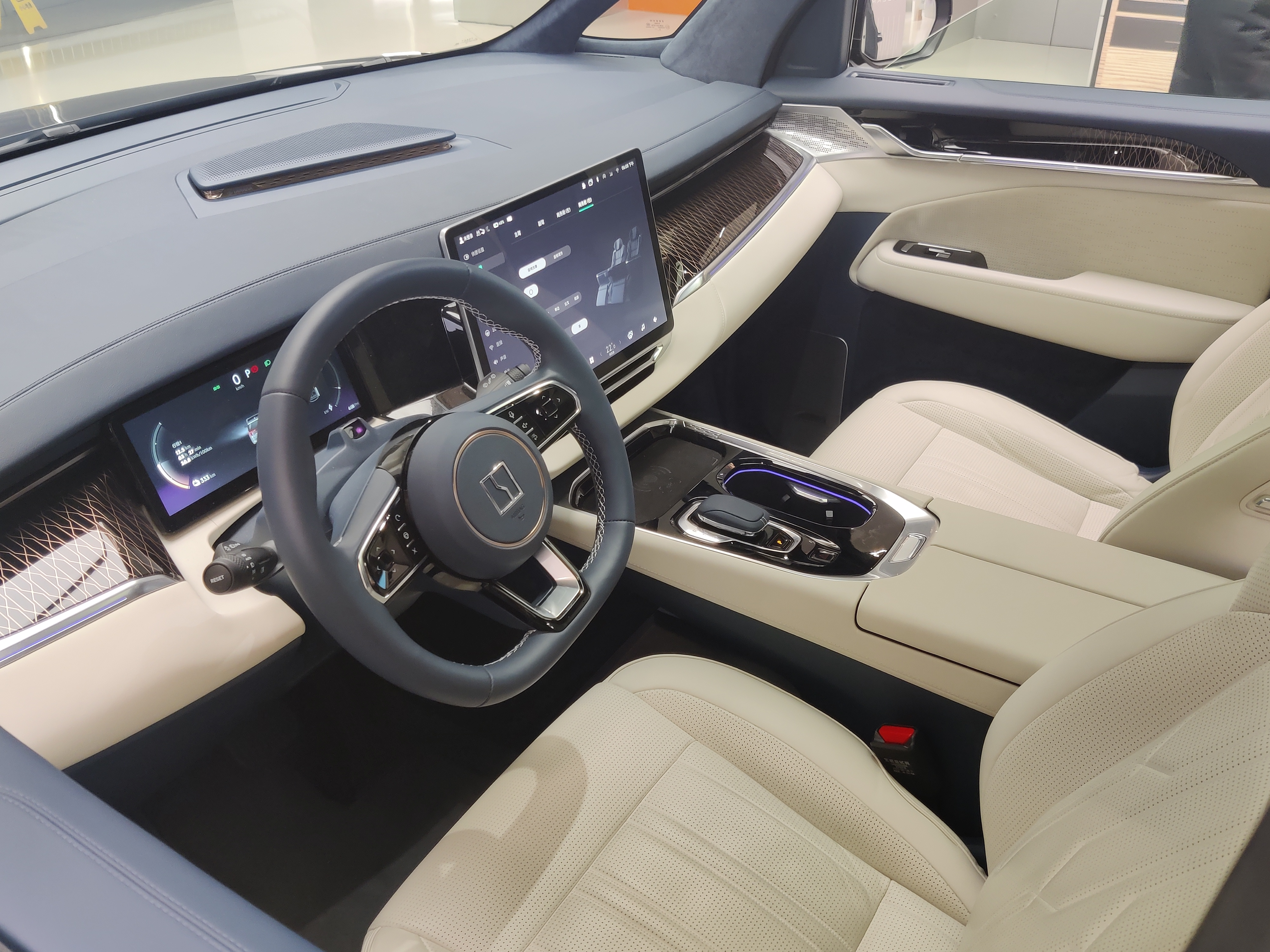
Interni

La 009 è stata mostrata per la prima volta attraverso alcune immagini online nell'agosto 2022. Basata sulla piattaforma Geely Sustainable Experience Architecture 1 (SEA) per veicoli elettrici utilizzata anche dalle Zeekr 001, dalla Lotus Eletre e dalla Polestar 5, per la sua costruzione è stato utilizzato alluminio per produrre un'ampia sezione del sottoscocca posteriore del veicolo.
Lo 009 ha sei posti con una disposizione 2-2-2. Il veicolo è dotato di un quadro strumenti digitale da 10,2 pollici e di un touchscreen LCD centrale da 15,4 pollici, entrambi alimentati da una CPU Qualcomm Snapdragon 8155. È inoltre dotato di uno schermo posteriore LCD da 15,6 pollici montato sul tetto e di un sistema audio Yamaha composto da 20 altoparlanti.